# Турлох Луйнех О’Нилл
Турлох Луйнех О’Нилл (Тойрделбах Луйнех мак Нилл Конналайг майк Айрт Ойг О’Нилл) (1532—1595) — король ирландского королевства Тир Эогайн и глава семьи О’Нилл (1567—1593), сын Нилла Коннлайга О’Нилла.

## Биография
Турлох родился около 1530 года в Олдкасле (ирл. — Seanchaisleán) в окрестностях современного города Ньютаунстюарт. Он был четвертым сыном Ниалла (Нила) Конналлаха мак Арта Ога О’Нилла, таниста Тирона (1519—1544) и внуком короля Тир Эогайна Арта Ога мак Куинна О’Нилла (1513—1519). Должность таниста Ниалл Конналлах получил от своего дяди Конна Бакаха мак Конна О’Нилла, короля Тир Эогайна (1519—1559). Матерью Турлоха, возможно, была Роуз О’Доннел, дочь Мануса О’Доннела, короля Тирконнелла (Донегала). Турлох был прямым потомком Бриана МакНейлла Руада О’Нилла, короля Тир Эогайна (1238—1260), короля Ольстера (1241—1260) и последнего верховного короля Ирландии (1258—1260).
В правление своего родственника, Шейна О’Нилла, короля Тир Эогайна (1559—1567), Турлох О’Нилл занимал должность таниста, то есть преемника монарха. В 1562 году Турлох умертвил Бриана О’Нилла, 2-го барона Данганнона, племянника и соперника Шейна О’Нила.
В 1567 году после гибели Шейна О’Нилла в Антриме Турлох Луйнех О’Нилл стал новым королём Тир Эогайна в Ольстере и главой могущественной ирландской семьи О’Нил. Проявлял лояльность к английской королеве Елизавете Тюдор, Турлох стремился укрепить своё положение заключением союзом с кланами O’Доннелл, Макдоннелл и Маквиллан. В 1574 году Уолтер Девере, 1-й граф Эссекс, с английским отрядом совершил рейды на владения О’Ниллов в Ольстере. В 1575 году Турлох Луйнех заключил мирный договор с английскими властями, получил обширные земельные владения и разрешение на использование трёх сотен шотландских наёмников. В 1578 году между Турлохом О’Ниллом и английским правительством был заключен новый договор, по условиям Елизавета Тюдор подтвердила за ним владения в Ольстере, предоставила ему рыцарское звание и пожизненные титулы графа Кланконнелла и барона Клогера.
После начала восстания в Манстере король Тирона Турлох О’Нилл в течение нескольких лет стал интриговать против английских властей, пытаясь заключить тайные союзы с Испанией и Шотландией. В 1593 году из-за плохого здоровья и военных неудач Турлох Луйнех О’Нилл вынужден был уступить власть в Ольстере своему родственнику и сопернику, Хью О’Ниллу, графу Тирону (1550—1616). Хью О’Нил был вторым сыном Бриана О’Нила, барона Данганнона, который был убит в 1562 году в стычке с Турлохом О’Нилом во время пребывания Шейна О’Нилла при дворе английской королевы в Лондоне. В 1593 году Хью О’Нил, граф Тирон, был признан танистом, то есть преемником Турлоха О’Нилла. В течение лета 1595 года Хью О’Нилл захватил последний замок, все еще удерживаемый Турлохом, разрушил его и отправил Турлоха в изгнание. Турлох скончался между 9 и 12 сентября 1595 года и был похоронен в деревне Ардстроу.
Следуя примеру своего отца Нилла Конналлаха, Турлех Луйнех О’Нилл был покровителем гэльских поэтов и музыкантов. Он приютил при своём дворе поэта Уильяма Наджента, который был обвинен в участии в восстании Джеймса Юстаса, виконта Балтингласса, в Лейнстере в 1580 году.

## Семья
Турлех Луйнех О’Нилл был женат на Агнессе Кэмпбелл, дочери Арчибальда Кэмпбелла, 4-го графа Аргайла. Одна из его дочерей стала женой 80-летнего шотландско-ирландского магната Сорли Боя Макдоннела (ок. 1505—1590). Вторая дочь была выдана замуж за Доннелла О’Доннелла (ум. 1590), сына Хью О’Доннела (ум. 1600), короля Тирконнелла (1556—1592). Преемником Турлеха стал его сын Артур (Арт) О’Нилл (ум. 1600). Во время Девятилетней войны в Ирландии Артур вначале был на стороне своего дальнего родственника, Хью О’Нилла, графа Тирона, а потом перешел на службу к английскому военачальнику, сэру Генри Докре, 1-му барону Докры из Килмора. Артуру наследовал его сын Турлох О’Нилл.